# صوفي بسيس
صوفي بسيس (1947 -) هي مؤرخة وصحافية فرنسية-تونسية  تنحدر من عائلة يهودية تونسية.

## حياتها ونشأتها
- ولدت في 1947 في مدينة تونس
- حصلت على شهادة التبريز في التاريخ، ثم أصبحت محررة في مجلة جون أفريك (إفريقيا الفتاة) وفي بريد اليونسكو (Courrier de l'Unesco). وتشغل حاليا خطة مدير بحوث في معهد العلاقات الدولية والإستراتيجية في باريس [4] كما تتولى خطة نائب الأمين العام للفيدرالية الدولية لحقوق الإنسان.[5][6]
- بالإضافة إلى أنها درّست طويلا الاقتصاد السياسي للتنمية في قسم العلوم السياسية في جامعة السوربون، فهي خبير استشاري لليونسكو ومنظمة الأمم المتحدة للطفولة، وقد قامت بالعديد من المهام في أفريقيا.[7][8]

## مؤلفاتها
- الحبيب بورقيبة، السيرة الذاتية (بالاشتراك مع سهير بلحسن) في مجلدين، منشورات جون أفريك، باريس، 1988.
- الغرب والآخرون : تاريخ تفوق، منشورات لاديكوفارت، باريس، 2003.
- العرب، المرأة، الحرية، منشورات ألبان ميشال، باريس، 2007.[9]

## وصلات خارجية
« Tunisienne, juive arabe et française », Aujourd'hui rencontre avec..., Médi 1 Sat, 27 novembre 2007